# Riserva naturale orientata Capo Gallo
Riserva Naturale Orientata Capo Gallo ist ein Naturschutzgebiet in der Metropolitanstadt Palermo an der Nordküste Siziliens.

## Lage und Daten

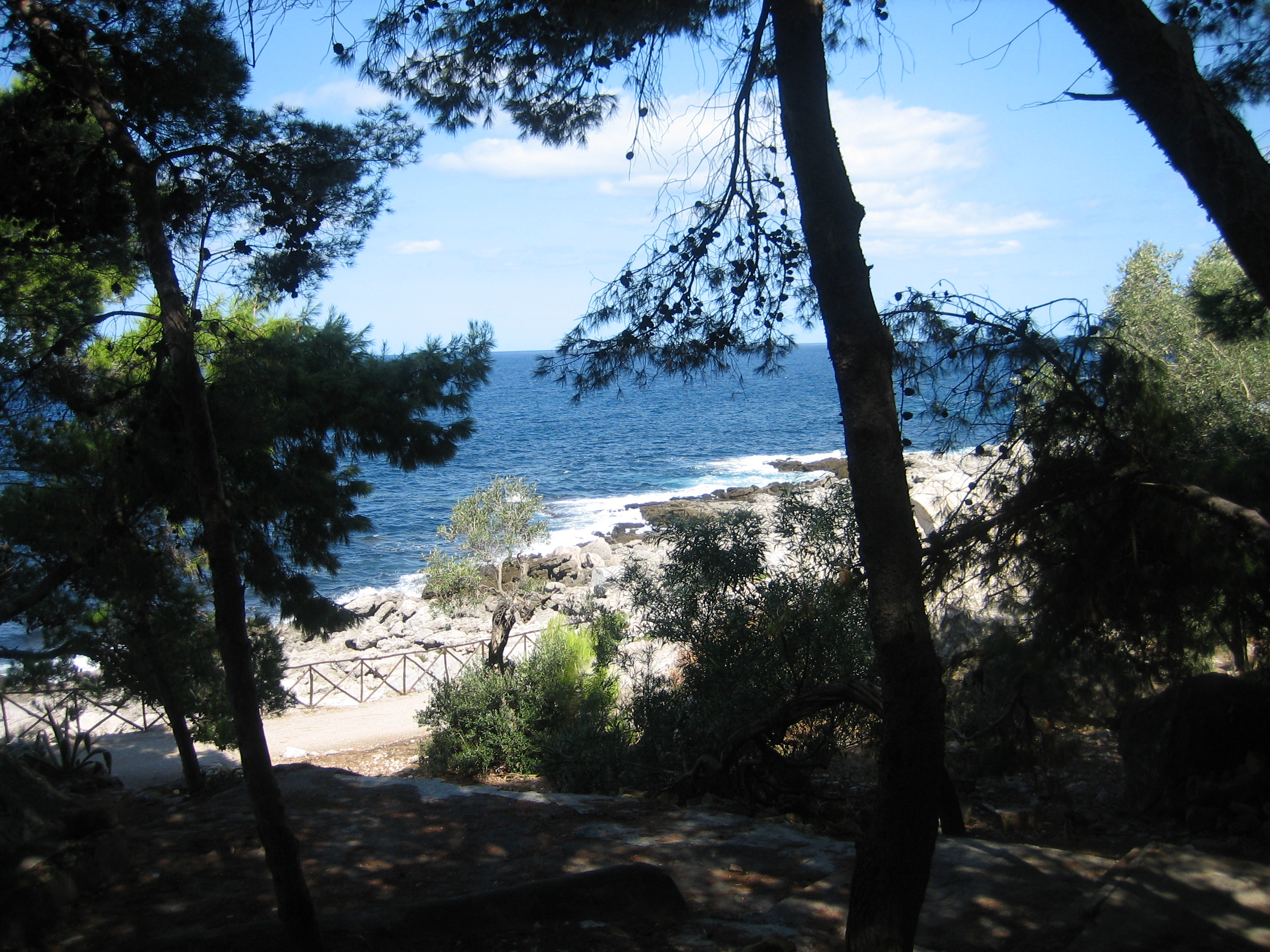
Pinienwald von Capo Gallo

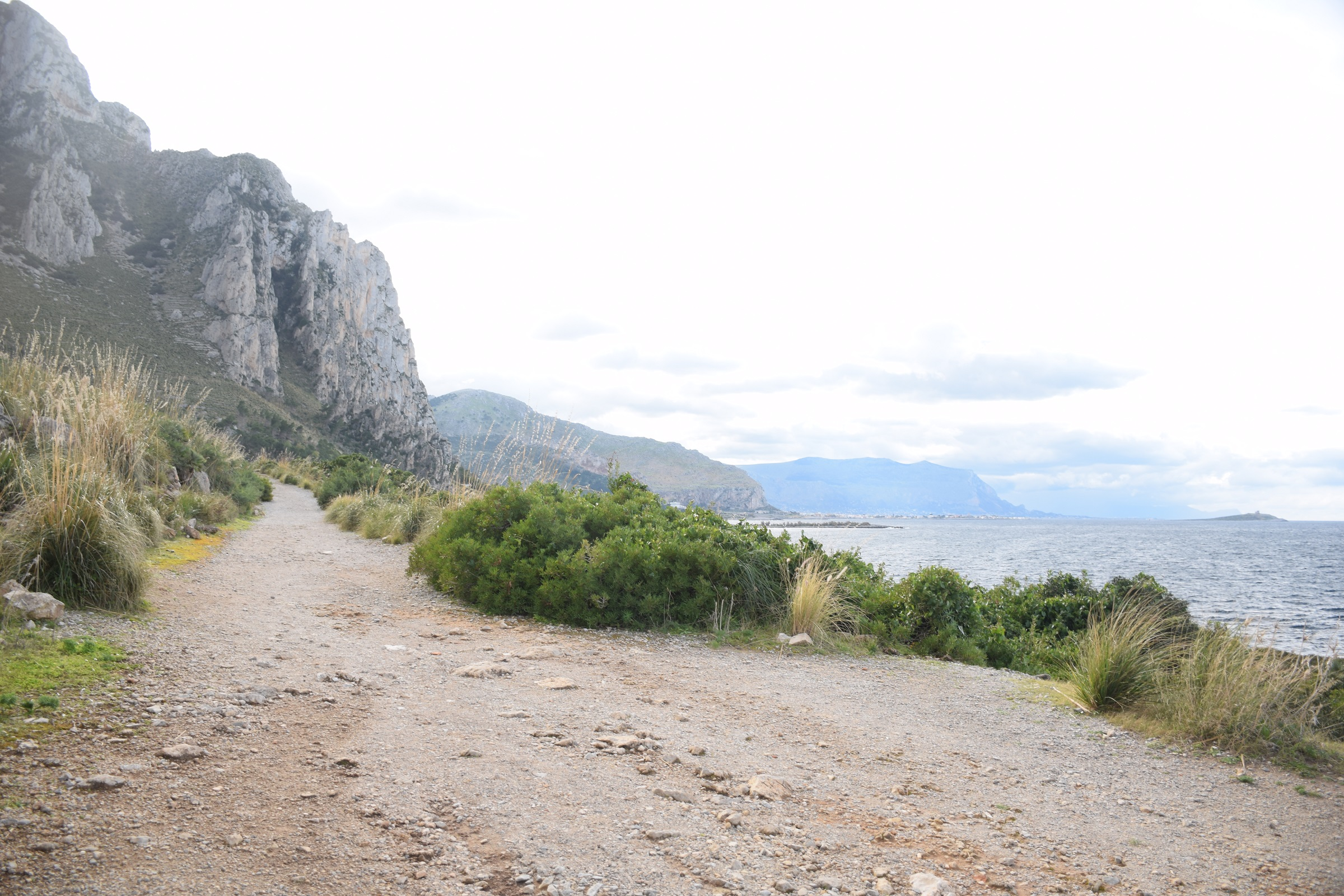
Nordöstlicher Teil des Naturschutzgebietes mit Blick Richtung Sferracavallo

Das Naturschutzgebiet befindet sich am Capo Gallo nordwestlich von Palermo zwischen den Vorstädten Mondello und Sferracavallo und erstreckt sich über einen Teil des Rückens des Monte Gallo, den Abhang des Vorgebirges sowie den Küstenstreifen. Insgesamt umfasst das Naturschutzgebiet eine Fläche von 585,83 ha. Davon gehören 484,37 ha zur Zone A (streng geschützter Bereich) und 101,46 ha zur Zone B (mittel geschützter Bereich). Der Küste vorgelagert ist das Meeresschutzgebiet Area marina protetta Capo Gallo – Isola delle Femmine.
Das Gebiet wurde am 21. Juni 2001 vom regionalen Assessor für Naturschutz zum Naturschutzgebiet erklärt und mit den Vorarbeiten des verwahrlosten Gebietes begonnen (die Rückseite des Monte Gallo wird heute noch von Resten illegaler Bauten verschandelt). Am 18. Mai 2003 wurde das Naturreservat Capo Gallo offiziell eröffnet. Dieses Datum wählte man in Anlehnung an die Eröffnung des ersten sizilianischen Naturreservates Riserva naturale orientata dello Zingaro am 18. Mai 1960.
Die zuständige Forstbehörde ist die Azienda Regionale Foreste Demaniali Regione Siciliana.

## Geschichte und Geologie
Das Gebiet von Monte Gallo bildete sich im Mesozoikum vor 225 Millionen Jahren. Es besteht aus Kalkfelsen, der durch Erosion ausgewaschen und natürliche Erdbewegungen verändert wurde. Das Gebiet wird von einem verzweigten System von Höhlen, Grotten und Gräben durchzogen. Funde von Tierknochen weisen darauf hin, dass dort schon vor den Menschen Tiere eine Unterkunft fanden. Darunter der ausgestorbene Sizilianische Zwergelefant, Flusspferde und Hirsche. Man fand bearbeiteten Obsidian und Kieselstein, die auf die Anwesenheit von Menschen in der Jungsteinzeit (Jäger und Sammler) hinweisen, die hier einen Unterschlupf vor den rauen Wintern suchten. Funde von Keramikscherben weisen auf menschliche Nutzung der Höhlen in der Bronzezeit und Kupferzeit hin. In der Grotta Regina hat man hunderte Wandzeichnungen und Gravuren entdeckt. Sie zeigen meist Tiere und Kampfszenen und datieren aus der punischen Zeit. Sie stellen das älteste Heiligtum dieser Art im Mittelmeerraum dar. Die meisten Höhlen kann man nur auf dem Wasserweg erreichen.

## Die Wege

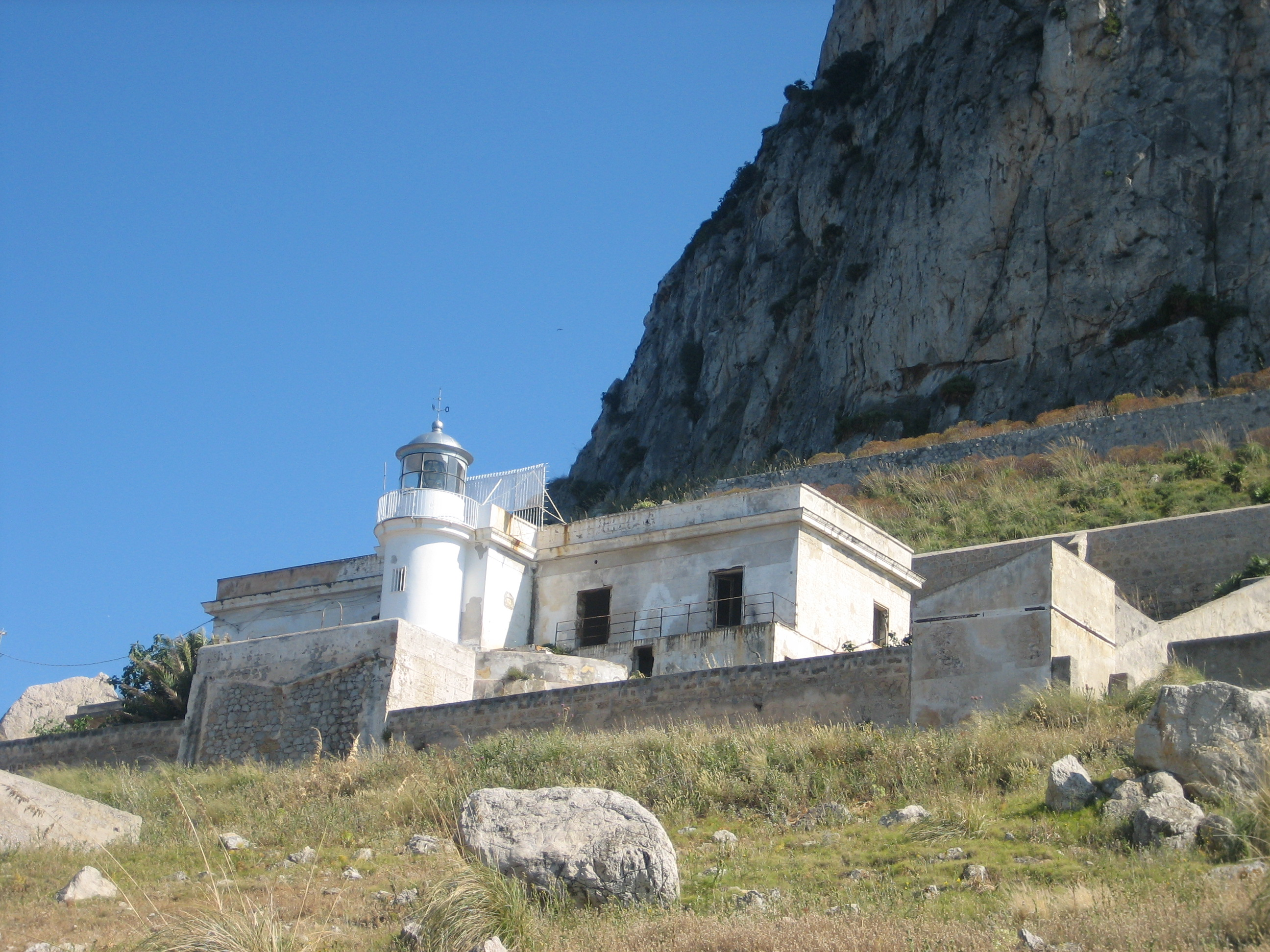
Leuchtturm von Capo Gallo

Es gibt drei Eingänge zum Reservat. Einen auf der Westseite von Sferracavallo aus, und zwei östliche ab Mondello. Der westliche Weg führt an der Küste entlang und endet nach etwa 1,5 km bei Punta Tara. Von dem Weg zweigen der Möwenpfad (sentiero dei gabbiani) und der Reiterweg sentiero dei cavaddari (it. cavalieri) ab, auf dem früher Reiter patrouilliert sind, um die Küste vor Piraten von der Meeresseite zu schützen.
Ein östlicher Küstenweg beginnt am alten Wachturm von Mondello und endet nach 1,5 km beim alten Leuchtturm von Capo Gallo. Ein zweiter Weg führt vom Ort Mondello auf die Rückseite des Monte Capo Gallo zu einem landestypischen Wassersammelbecken und Grotten. Es ist nicht möglich, das Kap zu umwandern.

## Flora
Das karstige Naturschutzgebiet von Kap Gallo beherbergt eine vielfältige Vegetation. Einige Pflanzen findet man nur hier. So der Palermo-Strandflieder und die Kamille von Capo Gallo. Außerdem wachsen hier wilde Pistazien (Mastixstrauch), stacheliger Spargel, Ginster Gasparini, die seltene Orchidee von Branchoforte, Pinien und Johannisbrotbäume.

## Fauna

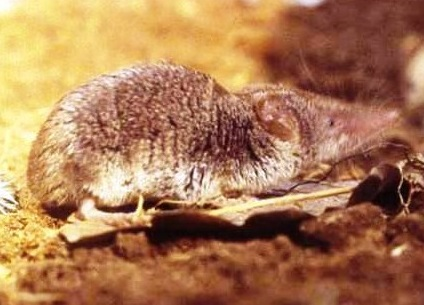
Sizilianische Spitzmaus

Besonders reich vertreten ist hier die Vogelwelt. Der Name des Pizzo Vutturu (it. avvoltoio), was man als „Gipfel des Geiers“ übersetzen könnte, erinnert heute noch an das ehemalige Vorkommen von Geiern. Als Greifvögel kann man Wanderfalken, Mäusebussarde, Turmfalken und sizilianischen Sperber beobachten. Außerdem gibt es dort Waldkauze, Rotkehlchen, Meisen, Buntfinken und vor allem Königs- oder Mittelmeermöwen. Säugetiere leben in dieser kargen Landschaft außer Füchsen und Wildkaninchen, sowie der sizilianischen Spitzmaus (Crocidura sicula) nur wenige.
An Reptilien gibt es Smaragdeidechsen, als Amphibien eine seltene Krötenart, die zum Wahrzeichen des Reservates gewählt wurde; außerdem gibt es kalkbildende Mollusken und Crustaceen, die auch als lebendige Fossilien bezeichnet werden.